# 岸本千尋
岸本 千尋（きしもと ちひろ、1986年10月23日 - ）は、日本の女性ファッションモデル、元レースクイーン。
兵庫県出身。愛称は「ちーちゃん」。オスカープロモーションに所属していたが、現在は除籍している。
2007年よりSUPER GT「Mobil1レースクイーン」を6年連続で務めた。

## 人物
- 趣味は料理、ショッピング、カラオケ。
- 特技はバレーボール、水泳。
- 妹が1人いる[2]。
- 小学生の頃から視力が悪かったが、レーシック手術で1.5に回復させた[3]。
- Mobil1レースクイーンで5年間（2007年 - 2011年）共働した出村美苗（MINAE）とは今でも仲が良く、MINAEのブログにも度々登場している[4]。また、山口恵里奈とも仲が良く、山口からは「ちーぽん」と呼ばれている[5]。

## 出勤

### イベント
- 東京ゲームショウ：コーエー（2008年）、UBISOFT（2009年）、コーエーテクモ（2010年）
- フォトイメージングエキスポ（2009年）
- CP+：Nikon（2011年）、CASIO（2012年）
- Inter BEE：パナソニック（2011年）

### テレビ出演
- 極上の月夜（日本テレビ）
- くりぃむナントカ（テレビ朝日）
- 第43回日本有線大賞（2010年11月18日、TBS） - 長山真由美と共にアシスタントとして出演[6]
- 超再現!ミステリー『蜜蜂のデザート』（2012年4月24日、日本テレビ） - 川嶋涼子 役[7]

### レギュラー出演中
- BAN-BANラジオ「あさスパ！」　月曜日担当　(2019年～）
- BAN-BANラジオ「ウキウキバンビ～ナ」　月曜日担当　(2019年4月～）

### CM出演
- 551蓬莱『豚まん』（2019年）
- アドベンチャーワールド（2020年8月19日（水）～9月18日（金））

### 舞台
- The Night of Christmouse〜クリスマウスの夜〜（2011年12月21日 - 25日、新宿SPACE107）